# Liste der Bodendenkmale in Großpösna
In der Liste der Bodendenkmale in Großpösna sind die Bodendenkmale der Gemeinde Großpösna und ihrer Ortsteile nach dem Stand der Auflistung von Klaus Kroitzsch und Harald Quietzsch aus dem Jahr 1984 aufgelistet. Eventuelle Änderungen und Ergänzungen, insbesondere aus der Zeit nach der Wende, sind nicht berücksichtigt, da für Sachsen aktuell keine neueren allgemein zugänglichen Bodendenkmallisten vorliegen. Die Baudenkmale sind in der Liste der Kulturdenkmale in Großpösna aufgeführt.
| Denkmal-ID | Fundart            | Ortsteil    | Bezeichnung                          | Zeitstellung | Lage                                                       | Bemerkungen | Bild |
| ---------- | ------------------ | ----------- | ------------------------------------ | ------------ | ---------------------------------------------------------- | --- | ---- |
| ?          | Befestigung > Burg | Güldengossa | vermutete Wehranlage „Schneckenberg“ | Mittelalter  | ostsüdöstlich des Orts, nördlich der Straße nach Störmthal | Hügel mit 40 m Durchmesser und 4 m Höhe, wohl Turmhügel, kein Graben vorhanden, Schutz seit 25. November 1958                    |      |
| ?          | Befestigung > Burg | Oberholz    | Wasserburg „Altes Schloss“           | Mittelalter  | südwestlich des Orts, südlich des Bahnhofs                 | rechteckige Anlage mit Wall-Graben-Bewehrung (an der Südwestseite doppelt), Schutz seit 9. Juli 1935, erneuert 25. November 1958 |      |